# Замок Мими
Замок Мими (рум. Castel Mimi) — памятник архитектуры XIX века, расположенный в селе Бульбоака (Новоаненский район), Республика Молдова. Сооружение было возведено в 1893 году по инициативе Константина Мими, известного винодела и общественного деятеля. Замок первоначально использовался как центр винодельческого производства. В настоящее время объект представляет собой культурно-историческую ценность и выполняет функции туристического комплекса.

## История

### Основание центра винодельческого производства
Винодельня (рум. Crama de la Bulboaca) была основана Константином Мими в конце XIX века, что связано с его приобретением поместья в селе Бульбоака в 1891 году. Константин Мими, будучи выпускником Школы виноградарства в Монпелье, внедрил передовые для своего времени технологии виноградарства и виноделия. Это позволило винодельне стать примером промышленного подхода к производству вина в регионе.
При проектировании винодельни были учтены важные логистические аспекты: близость железной дороги и шоссе. Это не только ускорило доставку вин на рынок, но и поспособствовало интеграции винодельни в торговые сети того времени.

### Строительство здания
Здание винодельни Мими было построено в период с 1900 по 1904 год в Бессарабии, на территории современной Республики Молдовы. Строительство было инициировано Константином Мими. Здание было спроектировано с учётом технологических требований винодельческого производства и было оснащено необходимыми производственными помещениями и инфраструктурой для транспортировки материалов и готовой продукции. Архитектурное решение сочетало элементы традиционной молдавской архитектуры с характерными чертами западноевропейской архитектурной школы начала XX века, что отражало тенденции того времени. При строительстве промышленного предприятия использовался железобетон — инновация того времени, внедрённая с участием приглашённых итальянских рабочих. При строительстве виодельни использовались как традиционные материалы, такие как ракушняк из карьеров рядом с сёлами Бульбоака, Кирка, Рошканы и Телицэ, кирпич, произведённый на местной фабрике, так и железобетон — модернизирующая тенденция, связанная с необходимостью соответствовать культурным течениям XX века. В железобетонных конструкциях использовались арматурные стержни, соединённые путём сгибания концов, так как сварка в то время ещё не была известна. Из того же материала был выполнен межэтажный перекрывающий настил, представлявший собой структуру из плит и балок, разделявшую средний уровень и верхний. Такое же решение использовалось для потолка над первой галереей подвала, которая одновременно служила террасой для среднего уровня. Винодельня была предназначена для переработки винограда и хранения винодельческих материалов, а также для создания оптимальных условий для выдержки вина.

### Основатель Константин Мими
Константин Александрович Мими (02.02.1868—17.04.1935) был молдавским промышленником, меценатом и основателем винодельни Мими. В августе 1887 года окончил 1-ю Кишинёвскую гимназию, затем учился на юридическом факультете Новороссийского университета.
Сыграл неповторимую роль в развитии винодельческой отрасли региона, привнеся в неё передовые технологии и организационные решения, соответствующие международным стандартам. Мими активно участвовал в жизни местного общества, поддерживал культурные инициативы и способствовал развитию сельского хозяйства, особенно виноградарства. Создание винодельни Мими стало важным шагом в модернизации винодельческой промышленности Республики Молдовы и способствовало её интеграции в международный рынок.
К. А. Мими следил за новейшими достижениями в отрасли и внедрял их на своем предприятии, создавая технологически передовой цикл, который завершался производством вин. Его хозяйство стало важной страницей в истории бессарабского виноделия.
В период с 1913 по 1917 год Константин Мими полностью посвятил себя общественной деятельности, став председателем Управы земства Бессарабии и переехал в Кишинёв. Позднее он покинул Бессарабию, принял должность директора Центрального банка Румынии. Деятельность производства вина продолжалась под руководством его зятя, офицера Заики.

### Функциональное назначение в XIX веке
Винодельня Мими, построенная в конце XIX века, была предназначена для переработки винограда и производства вина. Основной целью проектирования было создание оптимальных условий для производства вина, что включало в себя помещения для ферментации и выдержки вина, а также системы вентиляции и кондиционирования для поддержания нужного температурного режима. Винодельня также обеспечивала транспортировку винограда и готового вина, что способствовало эффективному производственному процессу.
Винодельня в Бульбоаке появилась в период экономического подъема, что объясняет её масштабное строительство с планировкой, рассчитанной на высокую производственную мощность предприятия. Во второй половине XIX века виноградарство стало крайне привлекательной и перспективной областью для помещиков и инвесторов, так как местные вина пользовались спросом на международном рынке.
13 августа 1892 года Министерство Государственного Имущества Российской Империи утвердило Устав Бессарабского общества владельцев виноградников и садов, а также виноделов, которое провозгласило своей основной целью «развитие местного виноградарства и виноделия».

### Использование в XX веке
Здание являлось крупнейшим винодельческим заводом в Бессарабии в начале XX века. В 1915 году в исследовании виноградарства в Бендерском уезде, губерния Бессарабия, в публикации, подготовленной под редакцией и эгидой барона А. Ф. Стюарта, который также был председателем Винодельческого комитета, описывается винодельня и отмечаются прогрессивные идеи, реализованные при её строительстве. Здание спроектирована в три уровня. На верхнем уровне находились дробилки, прессы и резервуары; половину среднего этажа занимали ёмкости для ферментации, а вторая половина была предназначена для ферментации белых вин в бочках. Нижний уровень был разделён на залы для розлива и хранения вина в бутылках, а также прохладные сводчатые галереи для созревания и выдержки вина в бочках.
Профессор Академии сельского хозяйства Херэстрэу И. С. Теодореску в своих лекциях о румынском виноделии неоднократно подчеркивал значение винодельни в Булбоаке как очага передовых методов выращивания винограда. В межвоенный период винодельня была высоко оценена Министерством сельского хозяйства Румынии, служила объектом изучения для архитектурной службы и считалась образцовой.
После 1940 года, с приходом советской власти, началась централизация винодельческой отрасли. Винодельня стала базой для создания специализированного управления — Бендерского заводоуправления, подчиненного Винному тресту в Тирасполе. Изначально и до 1952 года винодельня состояла из одного здания, построенного в 1901 году, которое сохранилось без значительных изменений и лишь нуждалось в ремонте после бомбардировки летом 1944 года. Был разработан комплексный план реконструкции предприятия, включая расширение производственных помещений и техническое переоснащение.
В 1953 году были построены два хранилища для вина объемом 20 000 декалитров, в 1958 году — административный блок, а в 1961—1963 годах — хранилище на 100 000 декалитров и специальное помещение для оборудования охлаждения вина. С 1966 года стратегия развития предприятия изменилась, акцент был сделан на применение технологий, которые обеспечивали развитие вторичного виноделия и гарантировали качество конечного продукта. По плану реконструкции предполагалось строительство котельной мощностью 8 тонн пара в час, производственного блока (104×54 м) с цехом розлива, складом готовой продукции и цехом купажирования вместимостью 400 000 декалитров. К этому блоку планировалось подвести железнодорожную ветку для облегчения отправки продукции и получения спирта, необходимого для производства.
В конце 1977 года на территории существующего предприятия началось строительство нового винодельческого завода. Новый завод был введён в эксплуатацию в 1982 году.
Экономическая эффективность строительства привела к появлению типовых проектов, в числе которых оказалась и новая винодельня комплекса. С постройкой нового производственного блока основная деятельность старой винодельни прекратилась, здание стало неэксплуатируемым, что символизировало завершение ключевого этапа её развития.

## Архитектура

### Архитектурный стиль
Здание винодельни, построенное в начале XX века, сочетает элементы традиционной молдавской архитектуры с характерными чертами того времени, отражая влияние западноевропейской архитектурной школы. Применение натуральных материалов в отделке, таких как камень и кирпич, способствовало долговечности конструкции и придавало зданию внушительный и солидный вид. Центральный вход в галереи был расположен на оси симметрии здания. Цилиндрические своды галерей обеспечивали компактность и непрерывность по всей длине, что было оптимальным решением для хранения вин в бочках. Их форма и специальные отверстия в нижней части кладки способствовали естественной циркуляции воздуха. Вентиляционные отверстия соединяли галереи в единую систему, обеспечивая проветривание без сильных воздушных потоков, которые могли бы повредить качество вина. Основной фасад, обращенный к железнодорожной линии, отличается большей высотой и особым вниманием к декоративным элементам. Фасад организован с использованием ризалитов и выступов. Центральный ризалит, на оси симметрии, выделяется балконом на верхнем уровне, арочными окнами и круглым отверстием наверху, что подчеркивает его значимость.

### Планировка здания
Планировка винодельни была продумана с учетом всех особенностей производственного процесса. Здание, интегрированное в южный склон холма, было защищено от холодных северных ветров, а его расположение в наклонном рельефе позволяло эффективно организовать технологический процесс. Доступ к винодельне обеспечивался на всех уровнях: на верхнем уровне, со стороны северной части здания, принимали виноград без использования дополнительных механизмов для подъёма корзин, как это было необходимо в винодельнях Бордо, так как зона приёма находилась на уровне земли. На нижнем уровне, со стороны юга, создавались оптимальные условия для эксплуатации погреба и выполнения операций для погрузки и разгрузки продукции. Из двора готовая продукция могла быть напрямую транспортирована к железнодорожной станции.
В центре здания расположено просторное помещение для переработки винограда и хранения винодельческих материалов. Винодельня включает в себя технические помещения, в которых размещались механизмы и оборудование, необходимые для обработки винограда, а также системы вентиляции и кондиционирования. Здание было спроектировано таким образом, чтобы обеспечить легкость перемещения сырья и готовой продукции на всех этапах производства — от переработки до хранения готовых вин.

### Уникальные элементы конструкции
Одним из уникальных элементов конструкции винодельни является система хранения вина, которая учитывает необходимый температурный режим для созревания продукции. Для этого в здании были предусмотрены специальные помещения, обладающие оптимальными условиями для выдержки вин. Каменные стены обеспечивали необходимую термоизоляцию, поддерживая стабильную температуру, что было важным фактором в процессе хранения.
Кроме того, в конструкции винодельни использовались высокие потолки и широкие окна, что позволяло обеспечить хорошую вентиляцию и естественное освещение. Железобетон обеспечивал прочность настила, способного выдерживать изгибающую нагрузку под тяжестью оборудования. Перекрытия поддерживались колоннами, также выполненными из железобетона. Эти особенности были особенно важны в процессе ферментации и хранения вина, так как они способствовали созданию необходимых условий для качественного виноделия.

## Современное состояние
На сегодняшний день винодельня Мими представляет собой функционирующее предприятие, играющее важную роль в молдавской винодельческой индустрии. После почти века эксплуатации винодельня потребовала радикальных изменений для дальнейшего использования. Решением, выбранным нынешним владельцем завода, стала её реконструкция с учётом современных тенденций, направленных на открытие промышленных объектов, особенно виноделен, для широкой публики.
После реконструкции и реставрации, проведенной в начале 2000—х годов, винодельня была адаптирована к современным условиям производства, сохраняя при этом исторический облик и архитектурное наследие. Винодельня активно использует современные технологии в процессе производства вина, сочетая их с традиционными методами.

### Реконструкция и адаптация
Реконструкция и реставрация винодельни Мими начались в 2011 году, когда было принято решение о восстановлении исторического облика здания и улучшении производственных мощностей. Здание было восстановлено в результате длительного и дорогостоящего процесса реставрации, проведённого в рамках проекта архитектора Л. Думитрашку. Работы включали восстановление фасадов, реконструкцию внутренних помещений, модернизацию винодельческих и технологических процессов, а также создание инфраструктуры для туристических нужд. Особое внимание было уделено сохранению архитектурных особенностей, характерных для периода постройки, таких как использование камня и кирпича, высокие потолки и широкие окна.  Этот процесс включал укрепление конструкции здания, удаление чужеродных элементов, восстановление кровли и воссоздание оригинальных архитектурных элементов путём восстановления характерных деталей фасадов, а также добавление новых элементов, таких как широкие боковые лестницы с монументальным характером. Эти изменения были осуществлены после принятия решения о преобразовании здания из строго технического объекта в объект с рекреационными пространствами.
Сохранившаяся до наших дней структура здания сочетает функциональность и эстетические качества. Центрирование архитектурного облика вокруг вертикальной организации пространства позволило эффективно использовать площадь. Внешний вид здания практически не изменился, за исключением нескольких ремонтных работ. Были добавлены штукатурка на одной из боковых и задней фасадах, дополнительные помещения на террасе среднего уровня и усиление западной стены контрфорсами. Внутренняя планировка сохранилась. С реконструкцией туристического комплекса Castel Mimi также были завершены: музей, художественная галерея для молодых художников, конференц-зал, гостиница, спа-центр, ресторан, несколько студий как народного искусства, так и кулинарного искусства, а также несколько залов для вечеринок: в усадебном доме находятся четыре больших зала на 100—120 гостей, два дегустационных зала и шесть комнат в подвале. В результате реконструкции винодельня стала не только производственным объектом, но и культурно-туристическим центром, привлекающим внимание посетителей со всего мира.

### Туристическая и культурная деятельность
Винодельня Мими является культурно-туристическим объектом, который в настоящее время предлагает различные туристические и культурные программы. Бывшие технологические помещения были преобразованы в залы для дегустации, ресторан и винный бар. Проводятся дегустации вин, которые дают возможность ознакомиться с ассортиментом продукции и оценить высокое качество вина.  Винодельня организует экскурсии, на которых посетители могут ознакомиться с процессом производства вина, увидеть уникальные винодельческие помещения и узнать о богатой истории хозяйства.
В дополнение к основным туристическим услугам, винодельня Мими активно участвует в организации культурных мероприятий, таких как выставки, концерты и фестивали, способствующие продвижению молдавской культуры и традиций. Эти мероприятия привлекают не только туристов, но и местных жителей, создавая платформу для культурного обмена и развития регионального туризма.

### Винодельческое хозяйство
Винодельня Мими продолжает функционировать как важное винодельческое хозяйство, производя различные виды вин, включая столовые, десертные и коллекционные вина. Виноградники, расположенные на территории хозяйства, выращивают высококачественные сорта винограда, что позволяет производить продукцию с уникальными вкусовыми характеристиками. Винодельня активно применяет современные технологии в виноделии, сочетая их с традиционными методами. В производственном процессе используются как местные, так и международные стандарты качества. Винодельня Мими активно участвует в международных конкурсах и выставках, где её продукция получает высокие оценки. Это способствует укреплению репутации молдавской винодельческой отрасли на мировом рынке.

## Значение и признание
Винодельня Мими имеет значение в контексте молдавской винодельческой индустрии как действующее предприятие, сохраняющее традиции виноделия и адаптирующееся к современным условиям производства. Она оказывает влияние на экономику региона, предоставляя рабочие места и поддерживая развитие винного туризма. Продукция винодельни получает  признание на местном уровне и участвует в некоторых международных выставках и конкурсах.

### Статус исторического памятника
Здание винодельни Мими обладает статусом исторического памятника благодаря своей архитектурной ценности и связи с развитием винодельческого производства в Молдове. Оно было признано памятником архитектуры, так как представляет собой пример промышленной архитектуры начала XX века.
Винодельня считается памятником промышленной архитектуры благодаря своим архитектурным и конструктивным качествам. Статус памятника она получила, прежде всего, благодаря особенному архитектурному стилю, важности как ориентир в винодельческой индустрии Республики Молдова, а также как исторический памятник, связанный с именем ее владельца.
Позднее включение винодельни в Реестр памятников истории и культуры Республики Молдова с присвоением статуса памятника архитектуры местного значения, подтвержденное Парламентом Республики Молдова в 1993 году, а опубликованное лишь в 2010 году, спустя 17 лет, негативно повлияло на состояние здания.

### Международные награды и признание
Вина, произведенные на винодельне в Бульбоаке, неоднократно удостаивались наград на выставках: в 1903 году получили золотую медаль на выставке в Кишинёве, а в 1911 году — на Международной выставке в городе Турине, Италия.
В юбилейном издании, посвященном Кишинёву, среди первых в списке самых известных, а значит, крупнейших и лучших организованных виноградников Бессарабии, существовавших в 1912 году, упоминается и винодельня в Бульбоаке. Более того, она стала научно-методическим центром, где проводились народные курсы для виноградарей и виноделов, чтобы дать им знания об эффективной и рациональной организации производства качественного вина.
Продукция винодельни Мими участвует в некоторых международных конкурсах и выставках, таких как Concours Mondial de Bruxelles. Винодельня получала несколько наград, однако её признание на международном уровне остаётся ограниченным. Продукция Мими, как правило, получает признание на уровнях региональных или специализированных винных конкурсов, однако её влияние на мировой рынок остаётся относительно небольшим.

## Инфраструктура и посещение
Винодельня Мими располагает развитой инфраструктурой, которая включает в себя производственные помещения, зоны для хранения и выдержки вина, а также туристические объекты. Для удобства посетителей на территории винодельни имеется несколько парковок, а также зоны для отдыха. Винодельня активно развивает свой туристический сектор, предлагая экскурсии по производственным помещениям и винным погребам, где гости могут ознакомиться с процессом виноделия и историей предприятия. Также на территории винодельни находятся рестораны и дегустационные залы, в которых можно попробовать продукцию винодельни. Всё это способствует повышению туристической привлекательности объекта и его популярности среди как местных, так и иностранных посетителей.